# Insulocreagris troglobia
Insulocreagris troglobia är en spindeldjursart som beskrevs av Harvey 1991. Insulocreagris troglobia ingår i släktet Insulocreagris och familjen helplåtklokrypare. Inga underarter finns listade i Catalogue of Life.